# Edouard Grenier
Edouard Emmanuel Grenier (Gent, 20 oktober 1795 - 6 augustus 1870) was een Belgisch senator.

## Levensloop
Grenier was een zoon van Jean Grenier, handelaar in lijnwaad en kant, en van Thérèse Wambersie. Hij trouwde in 1820 met de Doornikse Henriette Lefebvre (1801-1875). In 1859 verkreeg hij opname in de Belgische erfelijke adel met een baronstitel, overdraagbaar bij eerstgeboorte. De familie is in 1963 in de generatie van zijn kleinkinderen uitgestorven.

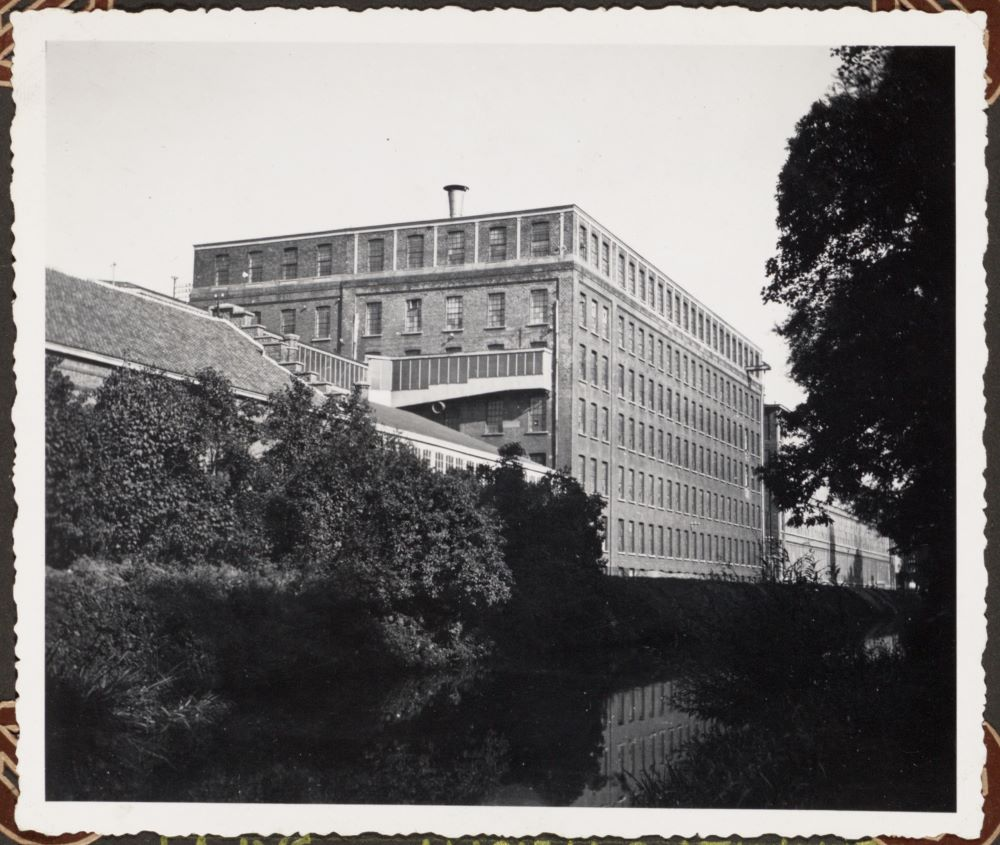
Foto van textielfabriek La Lys in Gent

Zoals zijn vader werd hij handelaar in lijnwaad en kant. Hij werd ook als industrieel en financier actief:
- medestichter van de S. A. La Lys (1838),
- bestuurder van de Société linière de Saint-Léonard (1838-1867),
- bestuurder van de Compagnie du Chemin de Fer Hainaut et Flandres (1856-1858),
- censor en voorzitter van het college van censoren van de Nationale Bank van België,
- bestuurder van de Banque des Flandres.

Tijdens de Belgische Revolutie was hij (of werd hij) kapitein van de Burgerwacht te paard.
Op het politieke vlak werd hij in 1830 gemeenteraadslid van Gent en bleef dit tot in 1854. Van 1848 tot 1855 was hij liberaal senator voor het arrondissement Gent. Hij werd secretaris en ondervoorzitter van de senaat. Hij was opnieuw senator van 1863 tot aan zijn dood. 
Grenier was verder:
- consul der Nederlanden in Gent (1843-1858),
- lid (1834-1845), ondervoorzitter (1846-1850) en voorzitter (1850-1870) van de Kamer van Koophandel van Gent,
- lid van de Raad van de Textielindustrie,
- voorzitter van de Vereniging voor de aanmoediging van de paardenwedrennen (1861-1870).

## Kinderen

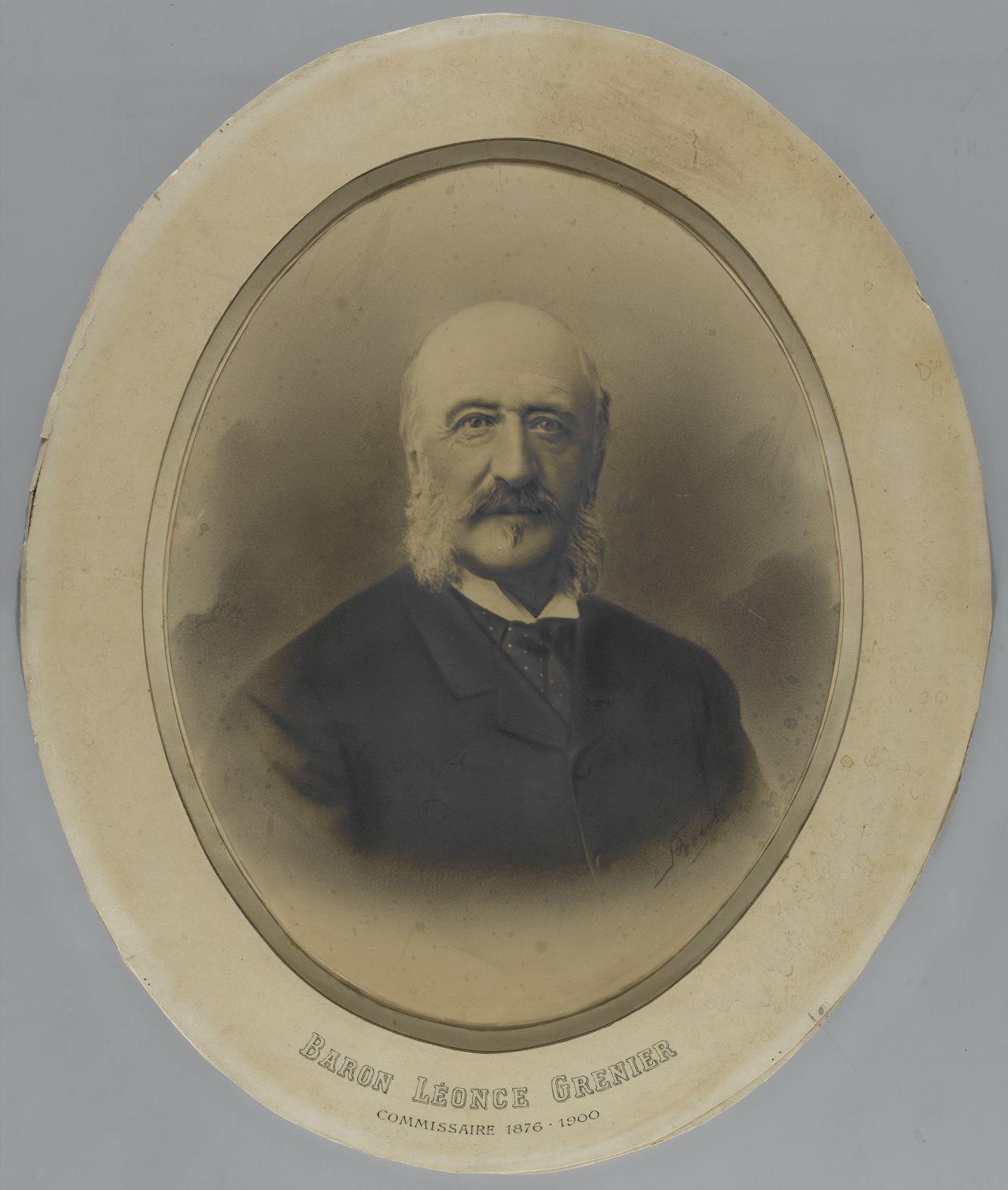
Portret van de zoon baron Leonce Grenier

Het echtpaar Grenier-Lefebvre had vier kinderen, onder wie:
- Auguste Grenier (1821-1875), consul der Nederlanden in Gent, die vrijgezel bleef.
- Léonce Grenier (1823-1900), diplomaat, ambassadesecretaris, kreeg in 1871, naast zijn broer die de titel van de vader had geërfd, de titel baron, overdraagbaar op alle afstammelingen. Hij trouwde in Gent in 1854 met Emma van Grootven (1833-1918), dochter van volksvertegenwoordiger Edmond Van Grootven. Ze kregen vier kinderen.
  - Alberic Grenier (1864-1920), gevolmachtigd minister en buitengewoon gezant, trouwde in Rome in 1900 met donna Giovanella Caetani (1875-1971). Ze kregen een zoon en een dochter, zonder verdere afstammelingen. Bij de dood van hun dochter Livia (1907-1963) doofde de familie uit.
- Leonie Grenier (1823-1857) trouwde met baron Emile de Maere (1825-1898), zoon van de dichter en componist Charles Louis de Maere. Hij hertrouwde in Brugge in 1859 met barones Laure van Zuylen van Nyevelt (1838-1877) en in 1888 in Blankenberge met Marie Le Bègue. Laure van Zuylen was een dochter van Guy van Zuylen van Nyevelt, de peter van Guido Gezelle.